# كاسبر كلوستيرجارد
كاسبر كلوستيرجارد (بالدنماركية:Kasper Klostergaard) مواليد 22 مايو 1983، هو دراج دانمركي في صنف سباق الدراجات على الطريق.

## روابط خارجية
- كاسبر كلوستيرجارد على موقع الاتحاد الدولي للدراجات (الإنجليزية)
- كاسبر كلوستيرجارد على موقع أرشيف الدراجات (الإنجليزية)
- كاسبر كلوستيرجارد على موقع إحصائيات الدراجات الإحترافية (الإنجليزية)
- كاسبر كلوستيرجارد على موقع نسبة الدراجات (الإنجليزية)
- كاسبر كلوستيرجارد على موقع CycleBase (الإنجليزية)
- Team Saxo Bank profile